# Марк Емілій Лепід (консул 6 року)
Марк Емілій Лепід (лат. Marcus Aemilius Lepidus; 29 рік до н. е. — 33 рік н. е.) — політичний та військовий діяч ранньої Римської імперії, консул 6 року.

## Життєпис
Походив з патриціанського роду Еміліїв. Син Павла Емілія Лепіда, консула-суффекта 34 року до н. е., та Корнелії. У 6 році н. е. обрано консулом разом з Луцієм Аррунцієм. У 8—9 роках Лепід під орудою Тиберія брав участь у придушенні повстання далматів, здобувши низку перемог і був нагороджений тріумфаторським одягом.
У 10—11 роки Марк Емілій був намісником Паннонії. У 14 році призначено легатом в Іспанії. Обговорюючи можливих претендентів на вищу владу у державі,  імператор Август сказав, що Лепід досить обдарований для цього, але відмовиться від влади. Також Лепід користувався повагою імператора Тиберія.
У 17 році Тиберій поступився йому майном Емілії Музи, на яке претендувала скарбниця з огляду на те, що та померла не залишила спадкоємців. У 20 році Лепід захищав Гнея Пізона, звинуваченого в образі величі римського народу та вбивстві Германіка. У 21 році відмовився взяти на себе управління Африкою, поступившись цією посаду Блезу, який був дядьком Сеяна, фаворита Тиберія. Надалі заперечував проти винесення смертного вироку Клуторію Пріску, звинуваченому в образі величі, і пропонував засудити його до вигнання, але не був підтриманий іншими сенаторами. У 22 році поновив базиліку Емілія. У 24 році, під час суду над Созіею Галлою, Лепід заявив, що її діти повинні отримати половину, а не чверть її майна. З 26 до 29 року Марк Емілій обіймав посаду проконсула провінції Азія, згодом побудував у м. Смирні храм Тіберія.

## Родина
1. Дружина — Віпсанія Марцелла
Діти:
- Марк Емілій Лепід

2. Дружина — (ім'я невідоме).
Діти:
- Емілія Лепіда
- Марк Емілій Лепід
- Павла Емілія